# Burrton (Kansas)
Burrton est une ville américaine située dans le comté de Harvey, au Kansas.

## Démographie
Selon le recensement de 2020, sa population est de 861 habitants.